# Nailstone
Nailstone – wieś w Anglii, w hrabstwie Leicestershire, w dystrykcie Hinckley and Bosworth. Leży 17 km na zachód od miasta Leicester i 155 km na północny zachód od Londynu.